# Vórtice de Kerr–Dold
Em dinâmica de fluidos, vórtice de Kerr–Dold é uma solução exata das equações de Navier-Stokes, a qual representa vórtices periódicos constantes sobrepostos ao fluxo do ponto de estagnação (ou fluxo extensional).  A solução foi descoberta por Oliver S. Kerr e John W. Dold in 1994.  Essas soluções estáveis existem como resultado de um equilíbrio entre o estiramento do vórtice pelo fluxo extensional e a dissipação viscosa, que são semelhantes ao vórtice de Burgers.  Esses vórtices foram observados experimentalmente em um moinho de quatro rolos por Lagnado e L. Gary Leal.

## Descrição matemática
O fluxo do ponto de estagnação, que já é uma solução exata da equação de Navier-Stokes, é dado por {\displaystyle \mathbf {U} =(0,-Ay,Az)}, onde {\displaystyle A} é a taxa de deformação. A este fluxo, uma perturbação periódica adicional pode ser adicionada de modo que o novo campo de velocidade possa ser escrito como
{\displaystyle \mathbf {u} ={\begin{bmatrix}0\\-Ay\\Az\end{bmatrix}}+{\begin{bmatrix}u(x,y)\\v(x,y)\\0\end{bmatrix}}}
onde a perturbação {\displaystyle u(x,y)} e {\displaystyle v(x,y)} são consideradas periódicas na direção {\displaystyle x} com um número de onda fundamental {\displaystyle k}.  Kerr e Dold mostraram que tais perturbações existem com amplitude finita, tornando a solução exata para as equações de Navier-Stokes.  Introduzindo uma função de fluxo {\displaystyle \psi } para os componentes da velocidade de perturbação, as equações para perturbações na formulação da função de fluxo de vorticidade podem ser reduzidas a
{\displaystyle {\begin{aligned}\omega &=-\left({\frac {\partial ^{2}}{\partial x^{2}}}+{\frac {\partial ^{2}}{\partial y^{2}}}\right)\psi \\[6pt]{\frac {\partial \psi }{\partial y}}{\frac {\partial \omega }{\partial x}}-{\frac {\partial \psi }{\partial x}}{\frac {\partial \omega }{\partial y}}&-Ay{\frac {\partial \omega }{\partial y}}-A\omega =\nu \left({\frac {\partial ^{2}}{\partial x^{2}}}+{\frac {\partial ^{2}}{\partial y^{2}}}\right)\omega \end{aligned}}}
onde {\displaystyle \omega } é a vorticidade da perturbação.  Um único parâmetro 
{\displaystyle \lambda ={\frac {A}{\nu k^{2}}}}
pode ser obtido após adimensionalização, que mede a força do fluxo convergente para a dissipação viscosa.  A solução será assumida como
{\displaystyle \psi =\sum _{k=-\infty }^{\infty }[a_{k}(y)+ib_{k}(y)]e^{-ikx}.}
Desde que {\displaystyle \psi } é real, é fácil verificar que {\displaystyle a_{k}=a_{-k},\,b_{k}=-b_{-k},\,b_{0}=0.}  Dado que a estrutura de vórtice esperada tem simetria {\displaystyle \psi (x,y)=\psi (-x,-y),\,\psi (x,y)=-\psi (\pi -x,y)}, temos {\displaystyle a_{0}=b_{1}=0}.  Após a substituição, será obtida uma sequência infinita de equações diferenciais que são acopladas de forma não linear.  Para derivar as seguintes equações, regra do produto de Cauchy será usada.  As equações são
{\displaystyle {\begin{aligned}&a_{k}''''+Aya_{k}'''+(A-2k^{2})a_{k}''-k^{2}Aya_{k}'-k^{2}Aa_{k}+k^{4}a_{k}\\[6pt]&{}+i\left[b_{k}''''+Ayb_{k}'''+(A-2k^{2})b_{k}''-k^{2}Ayb_{k}'-k^{2}Ab_{k}+k^{4}b_{k}\right]\\[6pt]={}&i\sum _{\ell =-\infty }^{\infty }\left\{\left(a_{k-\ell }'+ib_{k-\ell }'\right)\left[\ell a_{\ell }''-\ell ^{3}a_{\ell }+i(\ell b_{\ell }''-\ell ^{3}b_{\ell })\right]-(k-\ell )\left(a_{k-\ell }+ib_{k-\ell }\right)\left[a_{\ell }'''-\ell ^{2}a_{\ell }'+i(b_{\ell }'''-\ell ^{2}b_{\ell }')\right]\right\}.\end{aligned}}}
As condições de contorno
{\displaystyle a_{k}'(0)=b_{k}(0)=a_{k}(\infty )=b_{k}(\infty )=0}
e a condição de simetria correspondente é suficiente para resolver o problema.  Pode-se mostrar que soluções não triviais só existem quando {\displaystyle \lambda >1.}  Ao resolver esta equação numericamente, verifica-se que manter os primeiros 7 a 8 termos é suficiente para produzir resultados precisos.  A solução quando {\displaystyle \lambda =1} é {\displaystyle \psi =\cos x} foi também descoberta por Craik e Criminale em 1986.